# Mark Pellington
Mark Pellington (Baltimore, Maryland, 17 de março de 1962) é um diretor de cinema estado-unidense.

## Biografia
Pellington dirigiu A Última Profecia, um filme de 2002 estrelando Richard Gere lidando com mortes misteriosas previstas por uma criatura alada estranha com olhos vermelhos, Mothman, assim como O Suspeito da Rua Arlington em 1999 estrelando Tim Robbins e Jeff Bridges.
Pellington também trabalhou com muitos artistas musicais como Pearl Jam, Foo Fighters, Nine Inch Nails, U2, Alice in Chains , Linkin Park, Jon Bon Jovi. Ele também fez aparições em The Mothman Prophecies, Quase Famosos, e Jerry Maguire. Ele dirigiu a mini-série The United States of Poetry para a PBS em 1995. Ela venceu um INPUT (International Public Television) Award em 1996. Trabalhou também em "I Won't Give Up", música de Jason Mraz.